# Leucanopsis cirphis
Leucanopsis cirphis là một loài bướm đêm thuộc phân họ Arctiinae, họ Erebidae.